# Висков, Геннадий Иванович
Геннадий Иванович Висков (10 августа 1948 — 14 апреля 1980) — советский лётчик-испытатель.

## Биография
Родился 10 августа 1948 года.
Окончил Армавирское высшее военное авиационное училище лётчиков (ВВАУЛ) (1971).
После окончания училища служил в 786 ИАП в Правдинске. Пилотировал самолёты МиГ-25П и МиГ-25ПУ.
В 1980 году окончил Школу лётчиков-испытателей ЛИИ им. Громова.
25 февраля 1980 года начал лётно-испытательную работу на авиазаводе «Сокол».
14 апреля 1980 года в городе Го́рький (ныне Нижний Новгород) погиб при испытании самолёта МиГ-21бис. Катапультировался в последний момент, уведя самолёт от жилых домов и детского сада.
В соответствии с программой ввода в строй выполнял полет в зону на отработку простого пилотажа. При заходе на посадку курсом со стороны города при выполнении 4-го разворота самолет резко перешел на снижение и с ростом угла наклона траектории и крена столкнулся с землей. Летчик катапультировался, но из-за недостаточной высоты погиб (удар о бетонный столб). Задержка в применении летчиком средств спасения вероятно связана с действиями по намерению направить самолет в безопасное место жилого массива.
Похоронен на Ново-Сормовском кладбище.

## Память

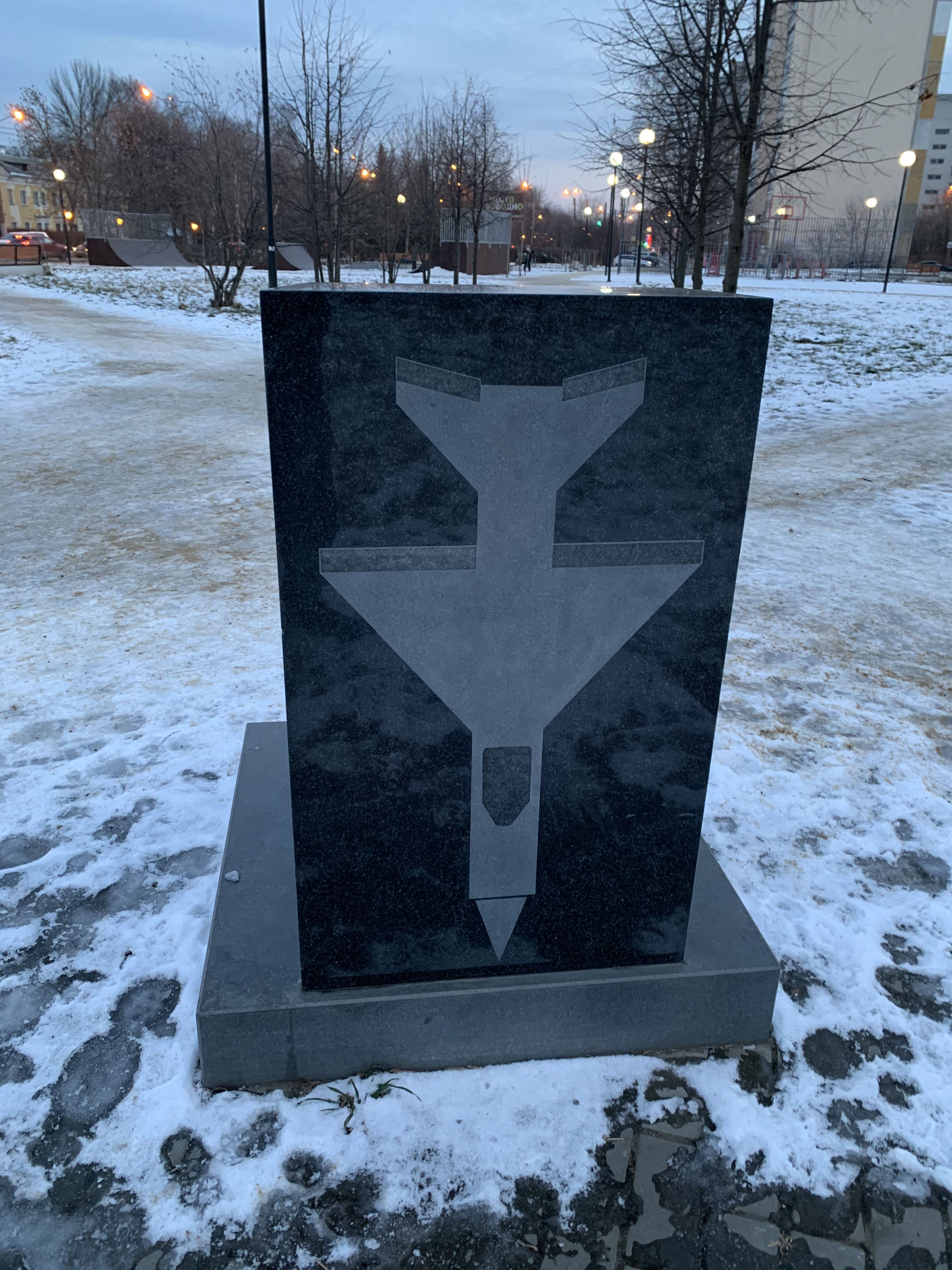
Памятный знак на месте падения самолёта

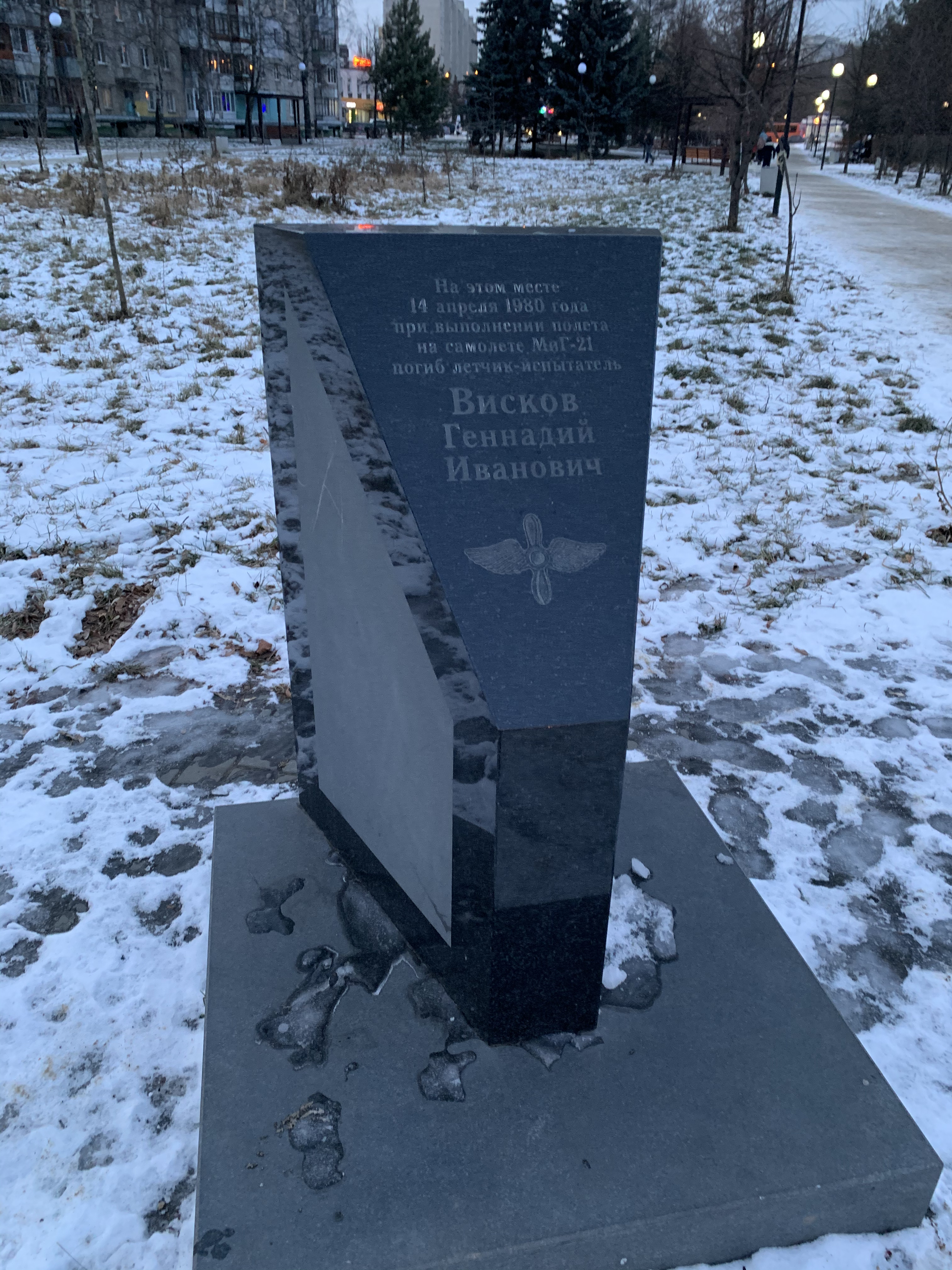
Памятный знак на месте падения самолёта

В Нижнем Новгороде в сквере имени В. Г. Грабина на месте крушения самолёта и гибели лётчика — установлен памятный знак.